# Rapszódia (irodalmi műfaj)
A rapszódia egy irodalmi, azon belül egy költészeti műfaj.
Eredetileg a görög úgynevezett rapszódok által előadott ének, hősdal, különösen valamely eposznak az a része vagy töredéke (éneke), amelyet az énekmondó egy alkalommal elmond hallgatóságának, és ezt jelenti a szó eredetileg is: „kiszakított darab”. Bizonyos elméletek szerint a nagy naiv eposzok ilyen rapszódiákból keletkeztek. Az újabb poétikákban rapszódiának az ódaszerű lírai költemények egy fajtáját nevezik, amelyben az érzés heve mintegy széttöri a formát és az egész óda olyan, mintha többféle darabból volna összeállítva. Ilyen a magyar irodalomban Petőfi Sándor Egy gondolat bánt engemet című költeménye. A rapszódia sokkal hevesebb, elragadtatottabb költemény, mint az óda.